# أنطون ساخاروف
أنطون ساخاروف (بالروسية: Сахаров, Антон Александрович)‏ (20 أكتوبر 1982 بفولغوغراد في روسيا - ) هو لاعب كرة قدم روسي في مركز الدفاع. لعب مع أورالان إليستا وباتي بوريسوف ونادي أورينبورغ ونادي إيرتيش بافلودار ونادي روستوف أون دون وسوكول ساراتوف ‏ وFC Chernomorets Novorossiysk ‏ وإنرجيا فولجسكي ‏ وFC SOYUZ-Gazprom Izhevsk ‏ وأولمبيا فولغوغراد ‏.

## وصلات خارجية
- أنطون ساخاروف على موقع قاعدة بيانات كرة القدم.إي يو (الإنجليزية)
- أنطون ساخاروف على موقع Soccerway.com (الإنجليزية)